# Ocymyrmex
Ocymyrmex is een geslacht van vliesvleugelige insecten van de familie Mieren (Formicidae).

## Soorten
- O. afradu Bolton & Marsh, 1989
- O. alacer Bolton & Marsh, 1989
- O. ankhu Bolton, 1981
- O. barbiger Emery, 1886
- O. cavatodorsatus Prins, 1965
- O. celer Weber, 1943
- O. cilliei Prins & Roux, 1989
- O. cursor Bolton, 1981
- O. dekerus Bolton & Marsh, 1989
- O. engytachys Bolton & Marsh, 1989
- O. flavescens Stitz, 1923
- O. flaviventris Santschi, 1914
- O. foreli Arnold, 1916
- O. fortior Santschi, 1911
- O. gariepensis Prins & Roux, 1989
- O. gordoni Prins & Roux, 1989
- O. hirsutus Forel, 1910
- O. ignotus Bolton & Marsh, 1989
- O. kahas Bolton & Marsh, 1989
- O. laticeps Forel, 1901
- O. micans Forel, 1910
- O. monardi Santschi, 1930
- O. nitidulus Emery, 1892
- O. okys Bolton & Marsh, 1989
- O. phraxus Bolton, 1981

- O. picardi Forel, 1901
- O. resekhes Bolton & Marsh, 1989
- O. robecchii Emery, 1892
- O. robustior Stitz, 1923
- O. shushan Bolton, 1981
- O. sobek Bolton, 1981
- O. sphinx Bolton, 1981
- O. tachys Bolton & Marsh, 1989
- O. turneri Donisthorpe, 1931
- O. velox Santschi, 1932
- O. weitzeckeri Emery, 1892
- O. zekhem Bolton, 1981